# جوناثان فرانكل
جوناثان فرانكل (بالإنجليزية: Jonathan Frankel)‏ هو مؤرخ بريطاني، ولد في 15 يوليو 1935 في لندن في المملكة المتحدة، وتوفي في 7 مايو 2008 في القدس في إسرائيل.